# فراش النمر العربي
فراش النمر العربي (الإسم العلمي : acamas Cigaritis)،أو فراش النمر، هو نوع من أنواع الفراشات التي تنتمي لفصيلة نحاسية. يتواجد هذا النوع في المناطق التي تمتد من شمال أفريقيا والشرق الأدنى إلى الهند . يشمل نطاق ومدى تواجدها السودان وشبه الجزيرة العربية (الإمارات العربية المتحدة) والصومال. كما ويتواجد هذا النوع في قبرص.

## أنواع فرعية
- C. a. acamas (مناطق تواجد هذا النوع تمتد من جنوب تركيا إلى إيران ، وفي سوريا ولبنان وفلسطين والأردن وسيناء ومصر والإمارات العربية المتحدة وبشكل محتمل في شمال شبه الجزيرة العربية)
- C. a. bellatrix (بتلر ، 1886) (السودان ، جنوب شبه الجزيرة العربية ، الصومال)
- C. a. divisa (روتشيلد ، 1915) (الصحراء الكبرى ، بما في ذلك الجزائر)
- C. dueldueli بفايفر ، 1932
- C. hypargyros (بتلر ، 1886) (شرق شبه الجزيرة العربية إلى الهند)

## روابط خارجية
- Dagvlinders van Europa